# Pfarrkirche Nöring

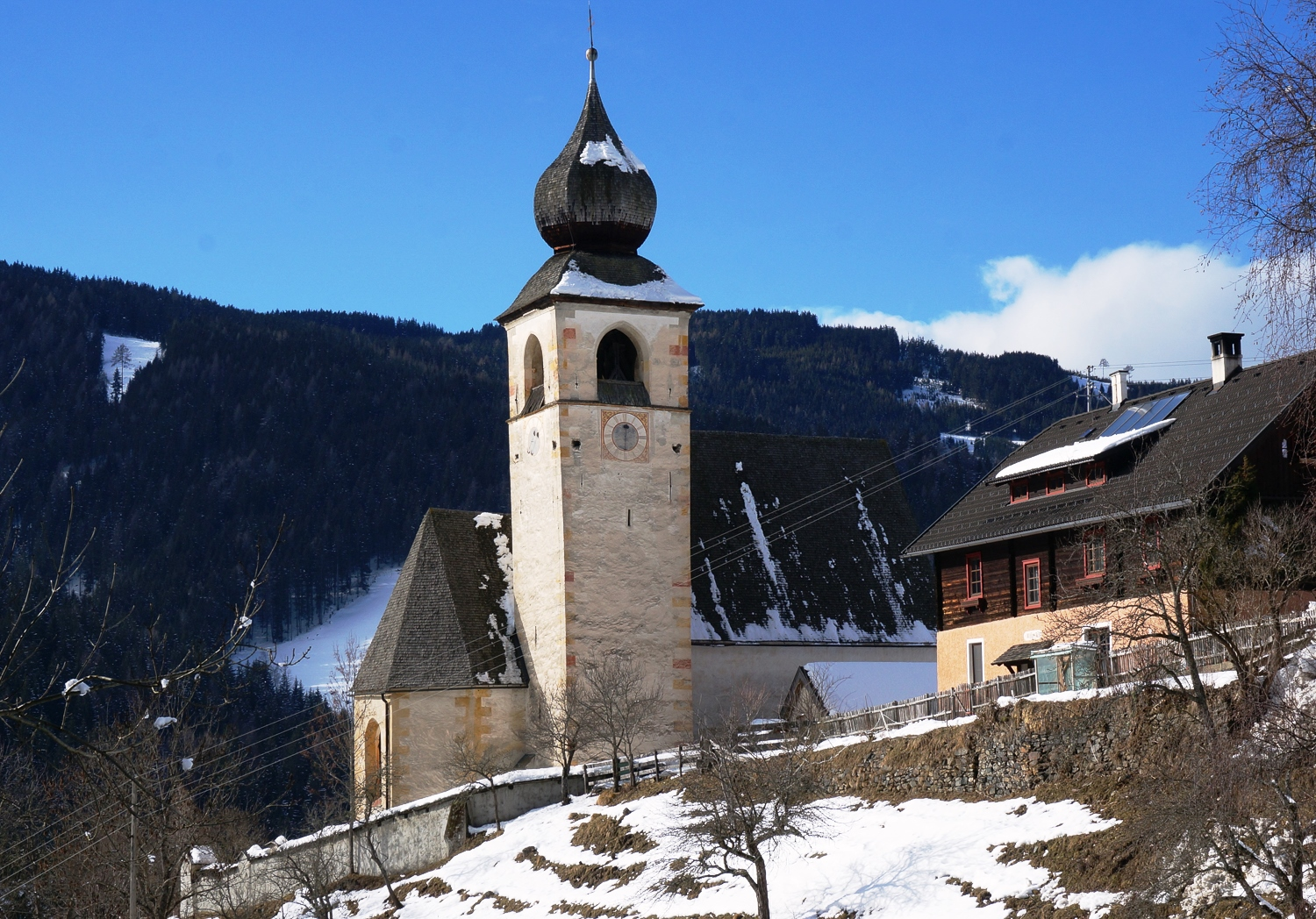
Katholische Pfarrkirche hl. Erasmus in Innernöring

Die römisch-katholische Pfarrkirche Nöring steht hoch über dem Tal in schöner Lage in der Ortschaft Innernöring in der Gemeinde Krems in Kärnten im Bezirk Spittal an der Drau in Kärnten. Die dem Patrozinium des hl. Erasmus unterstellte Pfarrkirche gehört zum Dekanat Gmünd-Millstatt in der Diözese Gurk-Klagenfurt. Die Kirche und der Friedhof stehen unter Denkmalschutz (Listeneintrag).

## Geschichte
Urkundlich wurde 1398 eine Kirche genannt. 1664 wurde das Pfarr- und Messnerhaus erbaut. 1676 wurden drei Altäre genannt, der Hochaltar hl. Erasmus, die Seitenaltäre wurden als ruinös bezeichnet. 1690 stürzte das Gewölbe durch ein Erdbeben ein, 1693 erfolgte der Wiederaufbau. 1710 mussten lutheranische sogenannte Verschwörer als Strafe 150 Gulden für den defekten Hochaltar erlegen. Bis ins Ende des 17. Jahrhunderts bestand eine Wallfahrt. 1831 und 1884 erfolgten Restaurierungen.

## Architektur
Der spätgotische Kirchenbau aus dem 15./16. Jahrhundert ist von einem Friedhof mit Ummauerung umgeben.
Das Kirchenäußere zeigt ein Langhaus mit schlanken zweifach abgetreppten Strebepfeilern an der Südseite, der eingezogene niedrigere Chor hat einen Fünfachtelschluss. Nördlich steht der ungegliederte mächtige Turm mit großen spitzbogigen Schallfenster, er trägt einen barocken Zwiebelhelm. Über dem Westportal befindet sich das Wappen des Erzbischofs Leonhard von Keutschach, das Südportal zeigt die Jahresangabe 1517, beide Portale sind profiliert und spitzbogig mit Rundstäben mit ornamentierten Basen.
Das Kircheninnere zeigt ein dreijochiges Langhaus unter einer barocken Flachdecke mit 1693, die gotischen Wandpfeiler mit halbrunden Vorlagen sind bis in die halbe Wandhöhe erhalten, nordseitig teils mit Resten der Rippen des Gewölbeansatzes. Die spätgotische Musikempore des Langhauses steht auf einer dreibogigen Pfeilerarkade und ist sternrippenunterwölbt auf Konsolen, in der Nordwestecke befindet sich ein gotischer Emporenaufgang mit einem abgefasten Eckpfeiler und einem Korbbogendurchgang, die Westempore setzt sich an der nördlichen Langhauswand getragen von einer Holzstütze fort. Zwei Spitzbogenfenster im östlichen und mittleren Joch haben das ursprüngliche Maßwerk. Im Chor gibt es noch Reste der gotischen Runddienste, barock ergänzt durch Pilaster, die mit einem breiten Gesims verkröpft sind; die flache Decke zeigt ein Stuckrahmenfeld. Die Sakristei im Erdgeschoß des Turmes hat ein spätgotisches Sterngratgewölbe.
Das Langhaus und der Chor zeigen gemalte Apostelkreuze.

## Einrichtung
Der Hochaltar aus dem 17. Jahrhundert als Ädikula mit gekuppelten Stützen hat seitlich Akanthusblattwerk und trägt die Schnitzfiguren der Heiligen Josef, Antonius, Wolfgang und Erasmus aus 1710, das Mittelbild nennt PPSF 1711.
Eine gotische Altartafel Kreuzigung befindet sich im Diözesanmuseum Klagenfurt.
Eine Glocke nennt Andreas Röder 1757.